# Yodezeen
Yodezeen es un estudio internacional de arquitectura y diseño de interiores especializado en proyectos de alta gama, con oficinas en Londres, Dubái, Miami, Kyiv, Varsovia, Milán y Los Ángeles.
Entre 2019 y 2024, el estudio fue reconocido por los American Architecture Awards, Dezeen, The Architecture MasterPrize, SBID, entre otros.

## Resumen
Yodezeen fue fundado por Artur Sharf y Artem Zverev en 2010 en Kyiv, Ucrania. A lo largo de los años, el estudio amplió sus operaciones a nivel global y pasó del diseño residencial a proyectos de mayor escala, incluyendo complejos turísticos, yates, restaurantes y hoteles. En 2025, Yodezeen opera en 33 países. La empresa comenzó a desarrollar proyectos en Asia, incluyendo India, China y Japón, así como en Sudamérica y África.

## Proyectos

### Europa
Con numerosas residencias presentadas a lo largo de la Riviera Francesa, España, los Alpes y otras ubicaciones privilegiadas, en 2023 Yodezeen construyó su proyecto arquitectónico insignia: Sierra House. Sierra House se inauguró como una residencia privada en la región de Kyiv, Ucrania. Según la revista de arquitectura Designboom, el diseño combina una estética moderna y audaz con materiales en bruto como basalto, acero corten y vidrio, destacando una artesanía excepcional que fusiona arte y arquitectura. En junio de 2024, Yodezeen diseñó el Milk Bar Warsaw, una interpretación moderna del tradicional bar mleczny polaco, ubicado en el complejo Elektrownia Powiśle.
En diciembre de 2024, Yodezeen diseñó el showroom insignia "Living Concept" de YDF Interiors en Londres. Además, Yodezeen fue responsable del diseño del nuevo restaurante ALBA en Brompton Road, en el barrio de Knightsbridge, Londres. El diseño presenta una temática costera italiana con una paleta de verdes oliva, amarillos limón y tonos terracota, complementada con árboles cítricos reales y un suelo veneciano hecho a mano.

### Estados Unidos
Yodezeen diseñó LaNoma, un restaurante italiano familiar ubicado en Nueva Jersey. Previsto para abrir en julio de 2024, el concepto del restaurante se centra en crear un espacio versátil que combine experiencias que van desde brunchs informales hasta cenas más sofisticadas.
En Miami, Yodezeen completó varias residencias de alta gama en The Ritz-Carlton, cada una reflejando una interpretación única del estilo de vida costero contemporáneo, con vistas panorámicas y diseños de interiores personalizados. Además, el estudio diseñó una villa privada a medida en Golden Beach.

### Oriente Medio y Asia del Sur
En febrero de 2024, Yodezeen diseñó un 'Super Penthouse', un lujoso y amplio ático de 77.707 pies cuadrados en Dubái, en colaboración con Raffles, un grupo hotelero global con una trayectoria que se remonta a 1887.
En julio, Yodezeen colaboró con Atoll Estates para diseñar las lujosas residencias frente al mar en las Zamani Islands, ubicadas en el atolón South Malé de las Maldivas.
Yodezeen también ha creado el concepto de un resort ubicado en Nurai Island, una isla privada de 42 hectáreas cerca de Abu Dabi. El estudio fue responsable tanto de la arquitectura como del diseño de interiores de 53 villas privadas, edificios de apartamentos, clubes de playa, restaurantes y otros espacios.
En enero de 2025, Yodezeen presentó el diseño interior de "Dragonfly", un restaurante asiático ubicado en The Lana Promenade de la cadena Dorchester Collection en Dubái.

### Otros
En agosto de 2023, la empresa turca Alia Yachts anunció la venta y construcción de un nuevo superyate de 43 metros, denominado 'Ximena', con interiores diseñados por Yodezeen. El yate cuenta con un salón principal equipado con puertas de vidrio corredizas, que integran armoniosamente los espacios interiores y exteriores, mejorando así la circulación del aire.

## Premios
Entre 2019 y 2021, el estudio ganó múltiples premios Architecture MasterPrize y el LIV Hospitality Design Award por sus proyectos en el sector hotelero. En ese mismo período, el Virgin Izakaya Bar fue finalista en los Dezeen Awards.
En 2023, el estudio recibió el SBID International Design Award por el Omniyat Sales Pavilion y el premio International Hotel & Property Awards otorgado por design et al por el Al Fresco Restaurant, además de ser finalista en los Restaurant & Bar Design Awards.
En 2024, dos proyectos de Yodezeen en la categoría de viviendas privadas, la Golden Residence en Golden Beach, Florida, y el Montane Ranch en Aspen, Colorado, fueron reconocidos en los American Architecture Awards 2024.
Ese mismo año, el estudio ganó el SBID International Design Award por el diseño del showroom de YDF Interiors.